# Phổ Tĩnh
Phổ Tĩnh (chữ Hán:普净, bính âm: Pujing) là pháp danh của một vị cao tăng và là nhân vật hư cấu trong tiểu thuyết Tam Quốc diễn nghĩa của nhà văn La Quán Trung. Trong tiểu thuyết này, Phổ Tĩnh là chụ trì ngôi chùa Trấn Quốc ở huyện Đăng Phong, Hà Bắc và ở trong lãnh địa của Nghị Thủy Quan. Phổ Tĩnh là người cùng quê (cùng làng) với Quan Vũ (cùng là người Hà Đông) và là người đã giúp cho Quan Vũ thoát khỏi âm mưu của Biện Hỉ.

## Câu chuyện
Sau khi Quan Công đến Nghi Thủy quan và được Biện Hỉ đón tiếp long trọng (không biết đó là âm mưu hắc ám) và được mời đến trước chùa Trấn Quốc để nghỉ ngơi, các sư đánh chuông ra đón. Chùa này vốn là chùa của vua Minh đế làm ra, vua thường đến dâng hương ở đó, trong chùa có hơn ba mươi sư tăng. Phổ Tĩnh đã biết mưu Biện Hỷ, mới bước ra chào Quan Công và hỏi thăm Quan Vũ "có còn nhận được bần tăng không?" và nhắc cho Quan Vũ biết được nhà Phổ Tĩnh với nhà Quan Vũ chỉ cách nhau một con sông. Biện Hỷ thấy Phổ Tĩnh kể tình quê hương, sợ tiết lộ âm mưu của mình, liền mắng. Nhưng Quan Vũ vẫn tiếp chuyện và Phổ Tĩnh mời Quan Vũ vào nhà phương trượng dùng nước đồng thời cũng sai bưng hai chén nước ra mời hai phu nhân, rồi mời Quan Vũ vào phương trượng. Phổ Tĩnh lấy giới đao đeo trong lưng giơ lên, đưa mắt ra hiệu cho Quan Vũ về âm mưu của Biện Hỷ. Nhờ vậy Quan Vũ chủ động đối phó và đánh bại Biện Hỷ.
Quan Vũ thoát nạn đến tạ Phổ Tĩnh rằng nếu không có sư phụ, tôi đã bị giặc hại rồi. Phổ Tĩnh nói rằng bần tăng cũng khó lòng ở đây được nữa, sẽ thu xếp đồ đạc đi nơi khác, chúng ta sẽ có ngày gặp nhau. Xin tướng quân lên đường giữ gìn cẩn thận. Sau này khi Quan Vũ bị Lữ Mông chém đầu, hồn cứ hiện về tìm gặp Phổ Tĩnh và đòi trả lại đầu cho Quan Vũ. Phổ Tĩnh nói rằng: Tướng quân một mực đòi đầu thế thì đầu của Nhan Lương, Văn Xú và biết bao đầu khác biết đòi vào đâu. Từ đó hồn vía Quan Vũ mới phách tán và không quậy phá nữa, Phổ Tĩnh cũng siêu thoát cho Quan Vũ và Quan Vũ có linh đã phù hộ độ trì cho dân chúng sống ở gần đó.